# El foraster
El foraster (en castellano El forastero)es un programa de televisión producido por Televisió de Catalunya y Brutal Media para su emisión en TV3. Se estrenó el 25 de septiembre de 2013, donde Quim Masferrer, viajó en busca de los pequeños pueblos de Cataluña. Está basado en el formato danés Comedy on the Edge.
El objetivo del foraster es, en cuarenta y ocho horas, conocer el mayor número posible de personas para poder crear un monólogo que presentará a los habitantes del pueblo durante la última noche en el teatro. De esta manera, los protagonistas del programa son simplemente los habitantes. El monólogo mezclaba el humor del «forastero» con algunas de las partes más emblemáticas del paso del presentador por el pueblo. El programa pretendió reivindicar la particularidad y la esencia familiar de aquellos pueblos que no superan los mil habitantes.

## Historia
La primera temporada, compuesta por trece episodios de 50 minutos de duración, fue emitida en la noche de los miércoles; en cada entrega se hizo un recorrido diferente por lo que Masferrer visitaba, durante una semana, un lugar distinto del territorio catalán. Su segunda etapa se programó en el prime time de los domingos, que comenzó el 4 de mayo de 2014, regresando con éxito en la cadena autonómica. En este curso, el presentador catalán junto al equipo del programa, está visitando los pueblos de Arseguell, Godall y Molló, entre otros.
El 26 de marzo de 2014 salió a la venta el libro Dietari d'El Foraster, coeditado por TVC, Ara Llibres y la productora Brutal Media.
El día 6 de noviembre de 2023, se anunció el fin de emisiones del programa.